# ディープ・コア2010
『ディープ・コア2010』（原題:MegaFault）は、アメリカのテレビ映画。アメリカ大陸を南北に分断する形で発生した巨大地震と向き合う科学者と軍人を描く。

## キャスト
※括弧内は日本語吹替。
- エイミー・レイン - ブリタニー・マーフィ（岡寛恵）
- ブーマー - エリク・ラ・サル（乃村健次）
- ダン - ジャスティン・ハートリー（三上哲）
- マーク・ローズ - ブルース・デイヴィソン（小山武宏）
- ボイド・グレイソン - ポール・ローガン（黒澤剛史）
- ミランダ・レイン - ミランダ・シュウィーン（石川綾乃）
- 日本語吹替版その他：岡哲也、林りんこ、桜井ひとみ、かぬか光明、岡部涼音、岐部公好、斎藤寛仁

- 日本語吹替版制作スタッフ　プロデューサー：松本英樹（ネクシード株式会社）、演出：羽田野千賀子、翻訳：安本煕生、調整：小出善司、録音：山宮恭司、制作：ネクシード株式会社／株式会社くりぷろ